# Állatgyógyászati gyógyszerészet

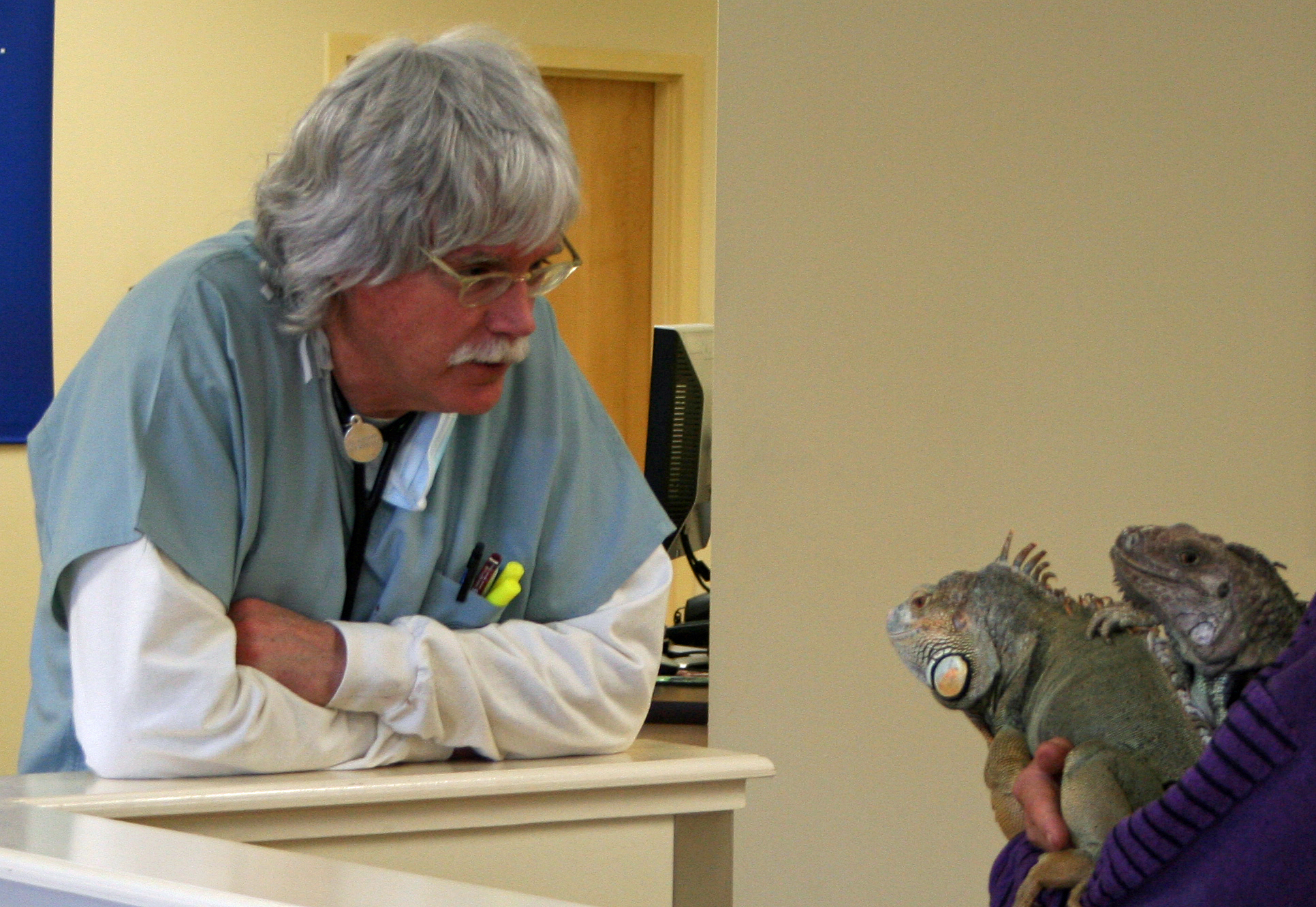
Alameda East Veterinary Hospital in Denver, Colorado, Kevin Fitzgerald állatorvos gyógyszert rendel. 28 December 2009.

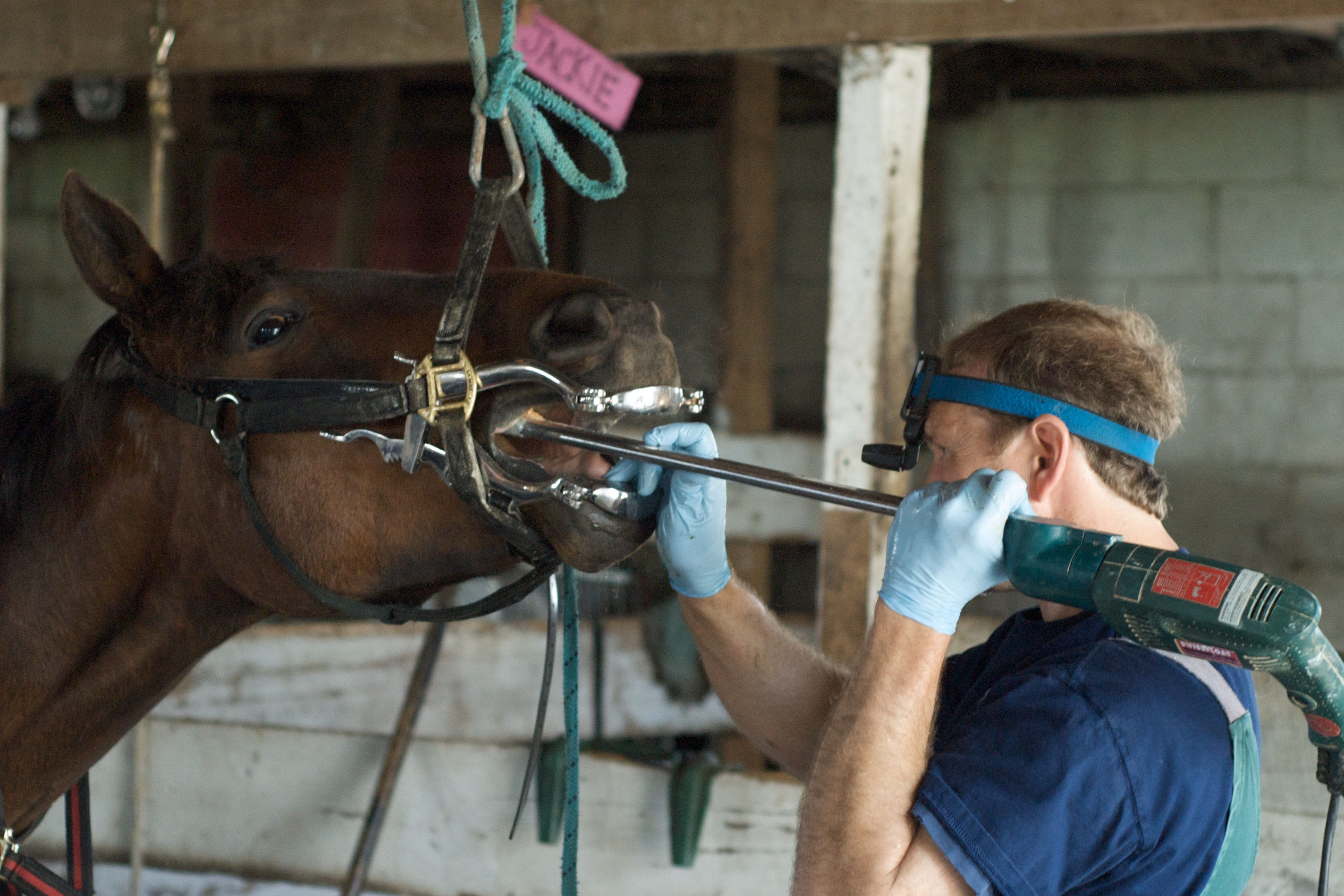
Fogorvosnál. Dr. Froenig checking out our mare Sioux's teeth after a round of grinding with his power float. She's been sedated, which is why Dr. Froenig can stare into her mouth like that while she is holding perfectly still.

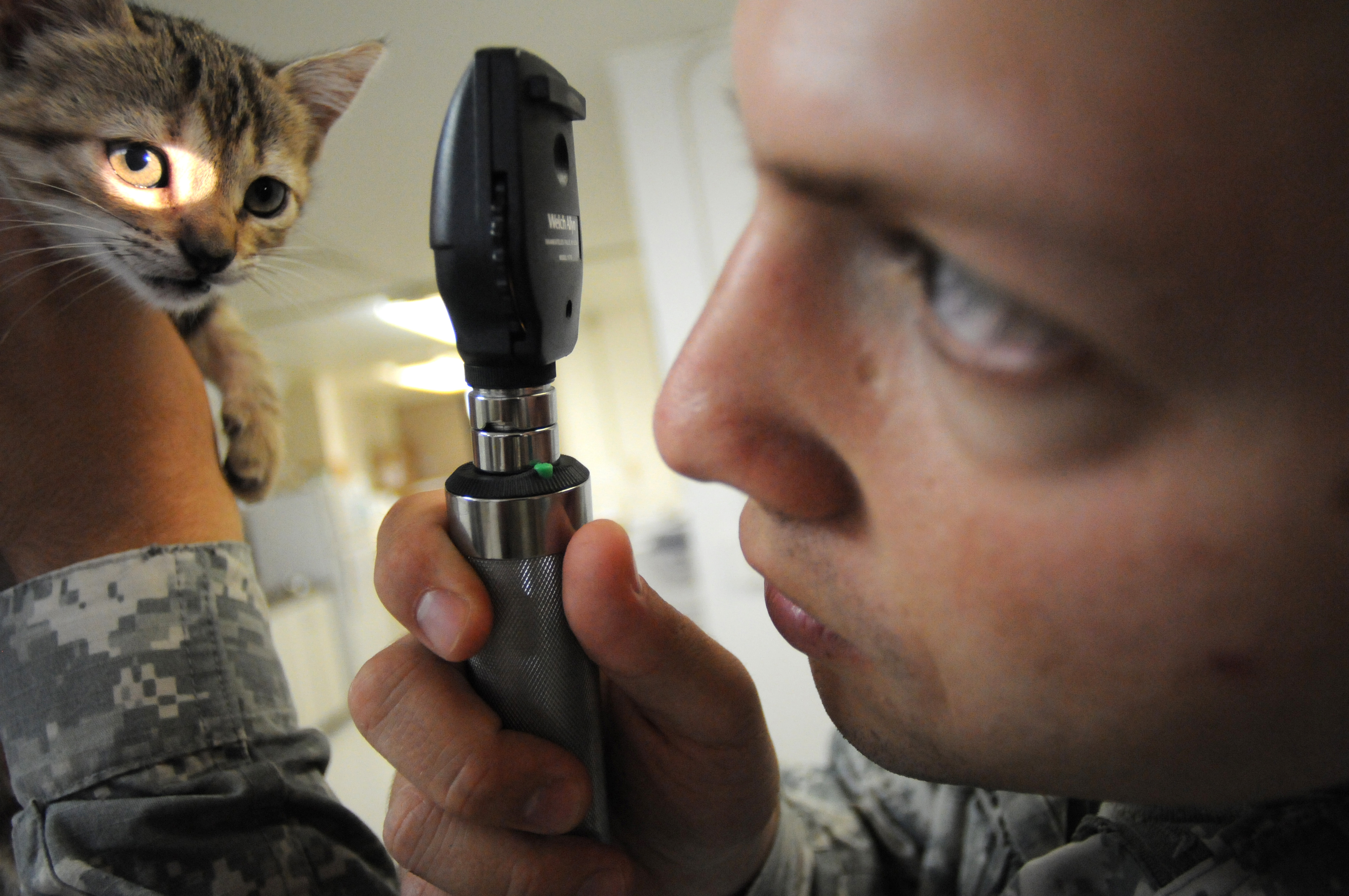
Macska szemvizsgálata Guantanamo Bay-en

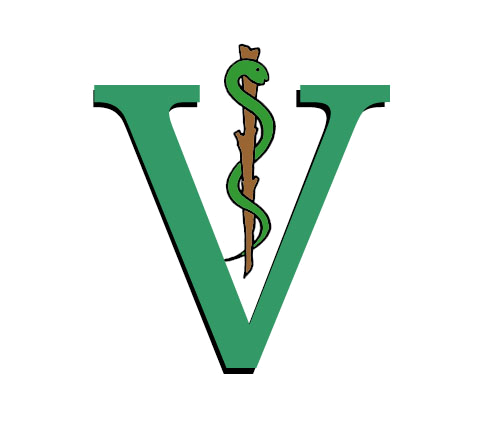
Állatgyógyászat szimbóluma

Az állatgyógyászati gyógyszerészet (angol: veterinary pharmacy; latin: ad usum Veterinariae/ állatgyógyászati célra) a beteg állatok állatgyógyászati készítményekkel történő ellátására irányuló egészségügyi szolgáltató tevékenység. Az állatgyógyászati készítmények készítésének, elosztásának tudománya, művészete, és az alkalmazásával összefüggő szakmai információnak a beteg állatot gondozó lakosság részére történő átadása. Ez a szakmai információ tartalmazza a recepten rendelt állatgyógyászati készítmény beszerzését, raktározását, elkészítését, elosztását, kiválasztását, az állatgyógyászati készítmény felhasználásának monitorozását, valamint kognitív szolgáltatások nyújtása az állat gondozójának állatgyógyászati készítmény és gyógyászati segédeszközök használatával kapcsolatban.

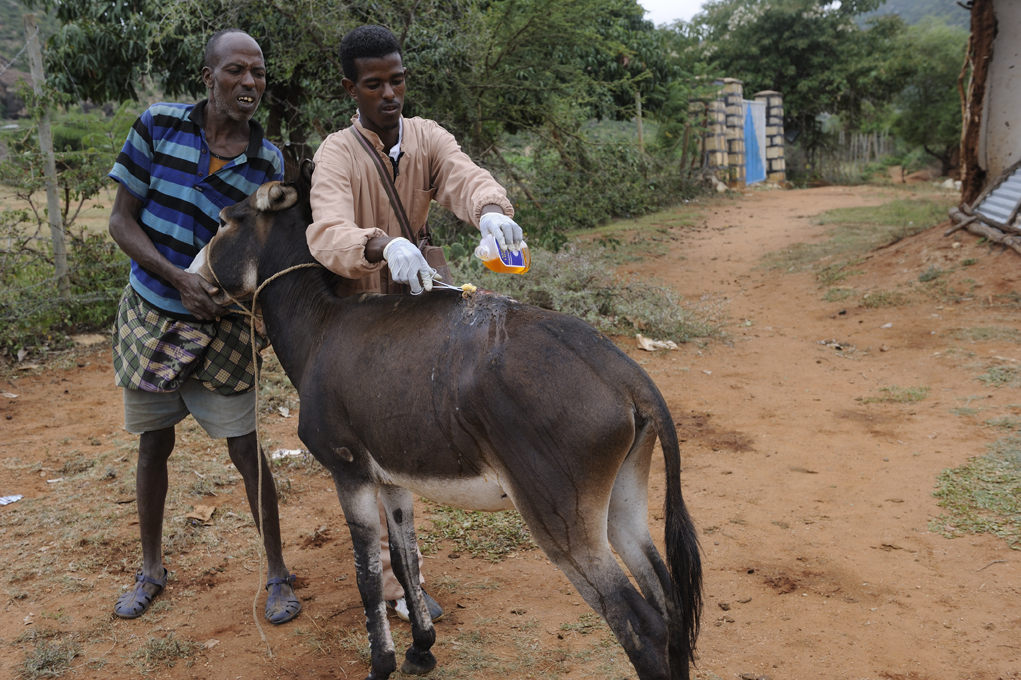
Állatgyógyászati szakasszisztens Etiópiában, a tulajdonos megmutatja a fertőzött beteg testrészt

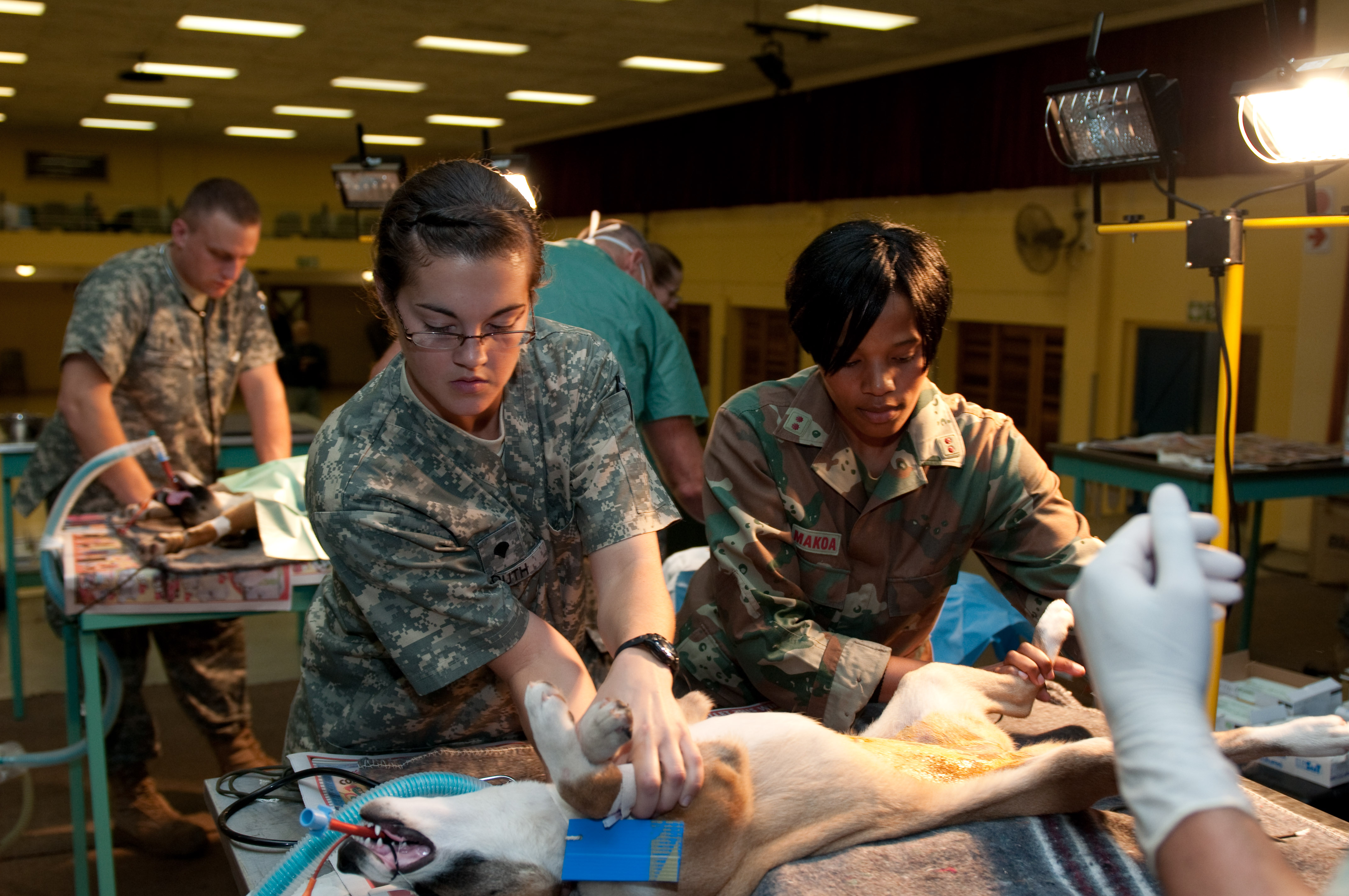
Állatgyógyászati szakasszisztens kutyát preparál altatáshoz (US and South African army veterinary)

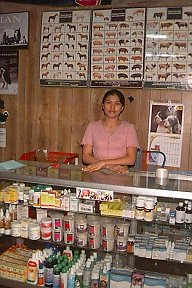
Állatgyógyszertár El Salvadorban

## Bevezetés az állatgyógyászati gyógyszerészetbe

### Különbség az állatgyógyászati és az embergyógyászati gyógyszerészet között
- A "beteg" nem beszél, úgy kell elképzelni a gyógyszerész munkáját, mint egy gyermekorvosi rendelést, ahol a gazdi a kisgyermek anyukája vagy apukája, a beszélni nem képes kisgyermek a kis kedvenc, a páciens. A gazda tapasztalatai, benyomásai útján tájékoztatja a gyógyszerészt a tünetekről, panaszokról.
- A terápia is különbözik, hiszen a sok különböző állatfaj miatt sokkal több betegség ismert. A leggyakoribb hatástani csoport szerinti gyógyszerek pl.: a szívférgesség prevenciójára alkalmazott és antiparazita gyógyszerek, antibiotikumok és hormonok. Számos állatbetegség hasonló a humán megbetegedésekhez, de az állatok számos embergyógyászatban használatos gyógyszerre a szokásostól teljesen eltérő módon reagálnak.
- A legtöbb "beteg" kedvtelésből, hobbiból tartott állat, de tejelő szarvasmarha, ló, kecske, sertés és más fajok is megtalálhatók a páciensek között.
- Kevés a állatgyógyászati gyógyszer repertoárja és a gyógyászati szolgáltatásokat sem téríti meg a biztosító, ezért nagyon költséges a gyógykezelés az állatgyógyászatban. A számla könnyen eléri a 100000 Ft-ot is.
- Egyre nagyobb terápiás területek fed le az állatorvosi gyógyszerészet, többek között a fájdalom kezelésének új gyógyszerei.
- Ne felejtsük el, hogy ember és állat közötti kötődés sokszor erősebb, mint az ember és ember közötti, azaz az emberrel együtt élő állatok családtagnak is tekinthetők. A gondozott állat elvesztése a tulajdonost ugyanúgy megterhelheti lelkileg, mint egy ember elvesztése.

### Állatgyógyszertár
Állatgyógyszertár (angolul: veterinary pharmacy) állatgyógyászati termékek forgalmazására szakosodott gyógyszertár. Gyógyszertárban (humán) állatgyógyszer forgalmazására külön engedély kell, a területileg illetékes megyei Állategészségügyi és Élelmiszer-ellenőrző Állomás szakvéleménye alapján a Földművelésügyi Minisztériumtól szerezhető be.

### Az állatgyógyászati készítmény fogalma
Minden olyan anyag, amelyet az élő állat élettani és kóros állapotának befolyásolására, illetőleg vizsgálatára alkalmaznak, az állatgyógyszerek, állatgyógyászati oltó-és kórjelző anyagok, állatgyógyászati gyógyhatású készítmények, az élettani szükségleten felül adott nem nutritív testidegen takarmány-kiegészítő anyagok, telepspecifikus oltóanyagok, magisztrális állatgyógyászati készítmények, állatgyógyászati segédanyagok. http://www.bpallatorvos.hu/allategeszsegugyitorveny.html.(latin%5B%5D: Ad usum veterinariae) (AUV)

### Állatgyógyászati termék
Állatgyógyászati készítmény, állatgyógyászati készítmény hatóanyaga, állat-egészségügyi biocid termék, állatgyógyászatban használatos gyógyhatású készítmény, ápolószer, segédanyag http://www.bpallatorvos.hu/allategeszsegugyitorveny.html Archiválva 2012. október 17-i dátummal a Wayback Machine-ben.

### Az állategészségügy fogalma
Az állattartás, -tenyésztés, -szaporítás, -levágás, -leölés, -szállítás, -forgalmazás járványügyi, gyógyászati, állathigiéniai, szaporodásbiológiai és takarmányhigiéniai feladatainak, az élelmiszer-előállítás, -tárolás, -szállítás, -forgalmazás járványügyi és higiéniai feladatainak, az állati eredetű melléktermék kezelés, gyűjtés, tárolás, szállítás, forgalmazás, felhasználás feladatainak, a zoonózisokkal kapcsolatos feladatok, az állatgyógyászati készítmények előállításával, forgalomba hozatalával, forgalmazásával, tárolásával, felhasználásával és az állatgyógyászati termékekkel kapcsolatos feladatok, valamint a felsorolt feladatok irányítását, szervezését, eszközellátását, továbbá az e feladatokkal összefüggő kutatást, képzést is magában foglaló tevékenységek összessége http://www.bpallatorvos.hu/allategeszsegugyitorveny.html Archiválva 2012. október 17-i dátummal a Wayback Machine-ben

#### Az állategészségügy főbb feladatai
- Megelőzni és leküzdeni az állatbetegségeket (heveny és krónikus betegségek)
- Megóvni a lakosságot az emberre is veszélyes állatbetegségektől
- Megakadályozni a fertőző állatbetegségek külföldről való behurcolását
- Szabályozni és ellenőrizni az állati nyers termékekkel foglalkozó üzemek állategészségügyi tevékenységét (élelmiszerhigiénia)
- Élelmiszertermelő állatok gyógyszerelése
- Élelmezés-egészségügyi várakozási idő betartása:

a különböző hatóanyagok kiürülése eltérő, jelentős mértékben kumulálódhatnak. A hús, tej, tojás fogyasztása káros lehet.

#### MRL (Maximum Residuum Level)
- MRL (Maximum Residuum Level)maximálisan megengedhető maradékszint (toleranciaszint).
- Értékeit az European Medicines Evaluation Agency keretében működő Committee for Veterinary Medicinal Products (CPVP) állapítja meg.
- Az EU előírásai szerint bizonyos hatóanyagok tiltottak élelmiszertermelő állatoknál.

### Humán és állatgyógyászati készítmények összehasonlítása
- Azonosságok

1. GMP-minőség
2. Minőségbiztosítás, minőség-ellenőrzés
3. Pontosság, dozírozás

- Különbségek

1. fajspecifikus, egyedi gyógyszerformák
2. MRL érték, várakozási idő
3. Fajspecificitás
4. Többadagos készítmények

### Különleges gyógyszerformák
Bólusz, Brikett, Fürdetőszer, Füstölőcsík, Depó-injekció, Méhtabletta, Tőgyinfúzió, Nyakörv, Nyalósó, Premix porzószer, Granula, gyógyszeres Gőz-gyógyszert adagoló kézigőzölőből, hozzácsatlakoztatott palackozott gyógyszerkeverékből a méhészetben-, Gyógyszerrel átitatott csík papírból-méhészetben-, tinktúra, gyógynövény főzetek-komplementer medicina-, bőr alatti gyógyszert adagoló implantátum-Contraceptive implant-.

### Lágyszövet-sérülés
Apis mellifica mellifica
- BŐRFELÜLETRE SZÁNT, FOLYÉKONY ÁLLATGYÓGYÁSZATI KÉSZÍTMÉNYEK[4]

## Szakkönyvek, szakmai folyóiratok

### Formulae Normales Veterinariae. III.
1969, 1973, 1999, 2013 -ban jelent meg.
Az állatgyógyászatban leggyakrabban használt összetételek és speciális gyógyszerformákat tartalmaz.
Csak egy közös: gyógyszerészi és állatorvosi kiadása van. A receptek hatástani csoportosításban szerepelnek, azon belül ábécésorrendben. A korábbi kiadásból (1973-ban jelent meg!) 135 elavult készítményt töröltek
- Hatástani csoportjai

1. Bőrgyógyászati és a külső hallójárat gyógyszerei
2. Emésztést befolyásoló, gyomor-bélműködésre ható szerek
3. Fertőtlenítőszerek
4. Gyulladást keltő, edző és gyulladást csillapító szerek
5. Anyagforgalomra ható szerek
6. Hüvely és méhbetegségek gyógyszerei
7. Idegrendszerre ható szerek (fájdalom-, lázcsillapítók, görcsoldók, nyugtatók, altatók)
8. Légzésre ható szerek: nyálkaoldók
9. Szemészeti gyógyszerek
10. Tőgybetegségek gyógyszerei
11. Vizeletfertőtlenítők

- Gyógyszerformák

1. Gutta (csepp)
2. Infusio (Infúzió
3. Injectio (Injekció)
4. Emulsio (emulzió)
5. Linimentum (külsőleges emulzió)
6. Nasogutta (orrcsepp)
7. Oculentum (szemkenőcs)
8. Granulatum (szemcse)
9. Oculogutta (szemcsepp)
10. Otogutta (fülcsepp)
11. Pasta (paszta)
12. Pulvis (por)
13. Solutio (oldat)
14. Sparsorium (hintőpor)
15. Suppositorium (kúp)
16. Suspensio (szuszpenzió)
17. Unguentum (kenőcs)